# La Neuville-Garnier
La Neuville-Garnier község Franciaország Hauts-de-France régiójában, Oise megyében. Lakosainak száma 256 fő (2018. január 1.). La Neuville-Garnier Auteuil, Beaumont-les-Nonains, Berneuil-en-Bray, Valdampierre és Villotran községekkel határos.
2019. január 1-jén két másik korábbi községgel egyesült és az így létrejött Les Hauts-Talican új község része lett.

## Népesség
A település népességének változása:
| Lakosok száma | 263  | 259  | 262  | 256  | 256  |
|               | 2013 | 2015 | 2016 | 2017 | 2018 |